# Mars (Astrologie)

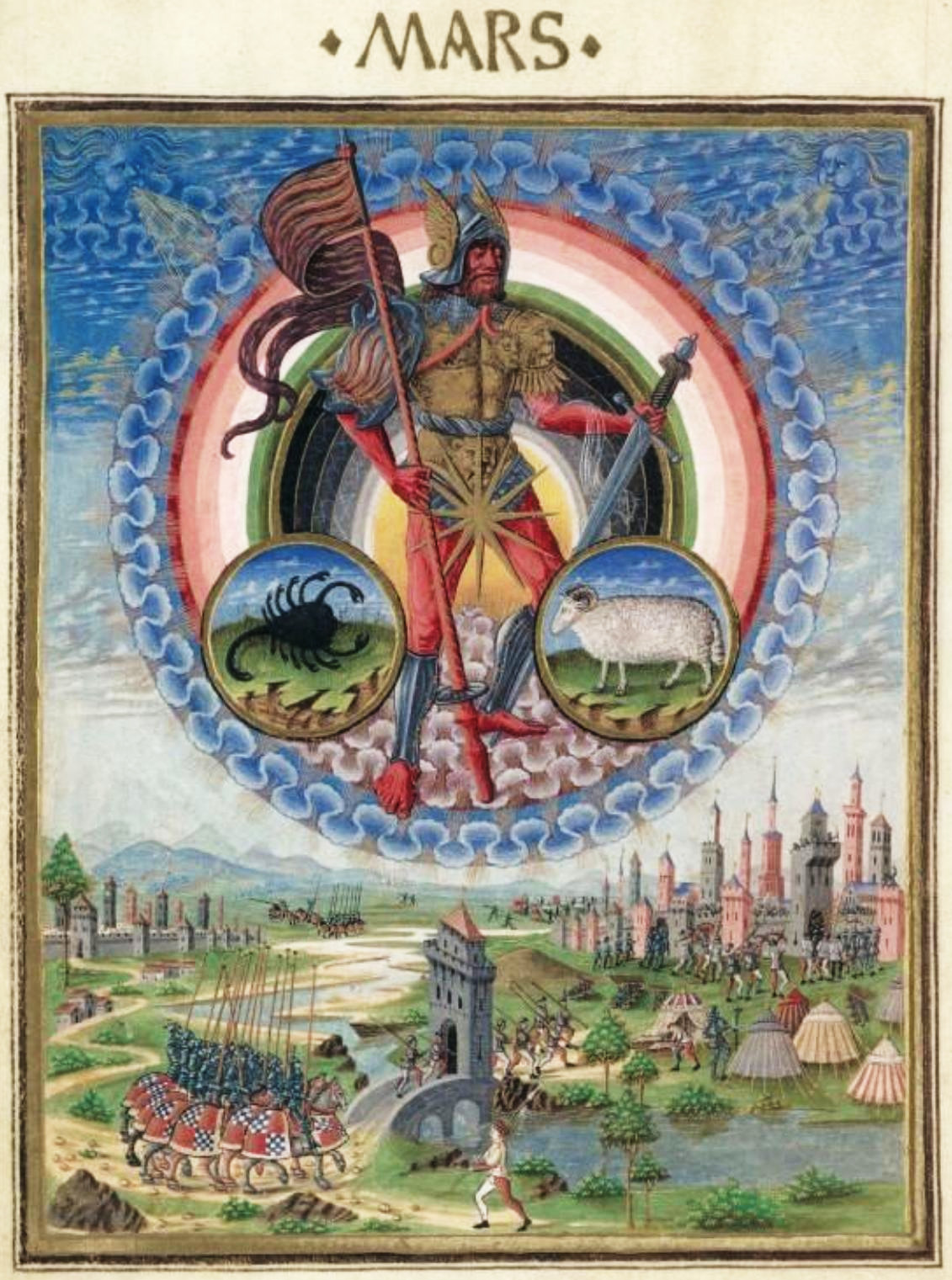
Mars in der illuminierten Handschrift De Sphaerae (ca. 1470)

Mars ist im geozentrischen Weltbild der westlichen Astrologie einer der klassischen sieben Planeten. Das astrologische Symbol ist ♂ (Unicode U+2642). Der Planet Mars ist der erdnächste der oberen Planeten. Mit einer durchschnittlichen Tagesbewegung von 31'27" bewegt er sich etwas halb so schnell wie die Sonne durch den Tierkreis, den er während einer synodischen Periode von rund 780 Tagen einmal durchläuft, wobei er für ungefähr 72 Tage rückläufig ist und dabei am Erdhimmel eine sogenannte Planetenschleife durchläuft. Das geschieht während der Opposition des Mars zur Sonne, der Zeit, in der er sich am erdnächsten Punkt seiner Bahn befindet und zugleich am hellsten ist. Die maximale scheinbare Helligkeit ist dann mit −2,94 mag gleich der des Jupiter.
In der Antike wurde Mars von den Griechen mit Ares identifiziert. Die Entsprechung bei den Römern war der Kriegsgott Mars. Diese Identifikationen prägten auch die astrologische Ikonografie in Mittelalter und früher Neuzeit. Typische bildlicher Darstellungen zeigen daher einen Krieger in Rüstung, bewaffnet mit Speer und Schwert. Das Planetensymbol ♂ kann als Stilisierung von Schild und Speer gedeutet werden.

## Zuordnungen

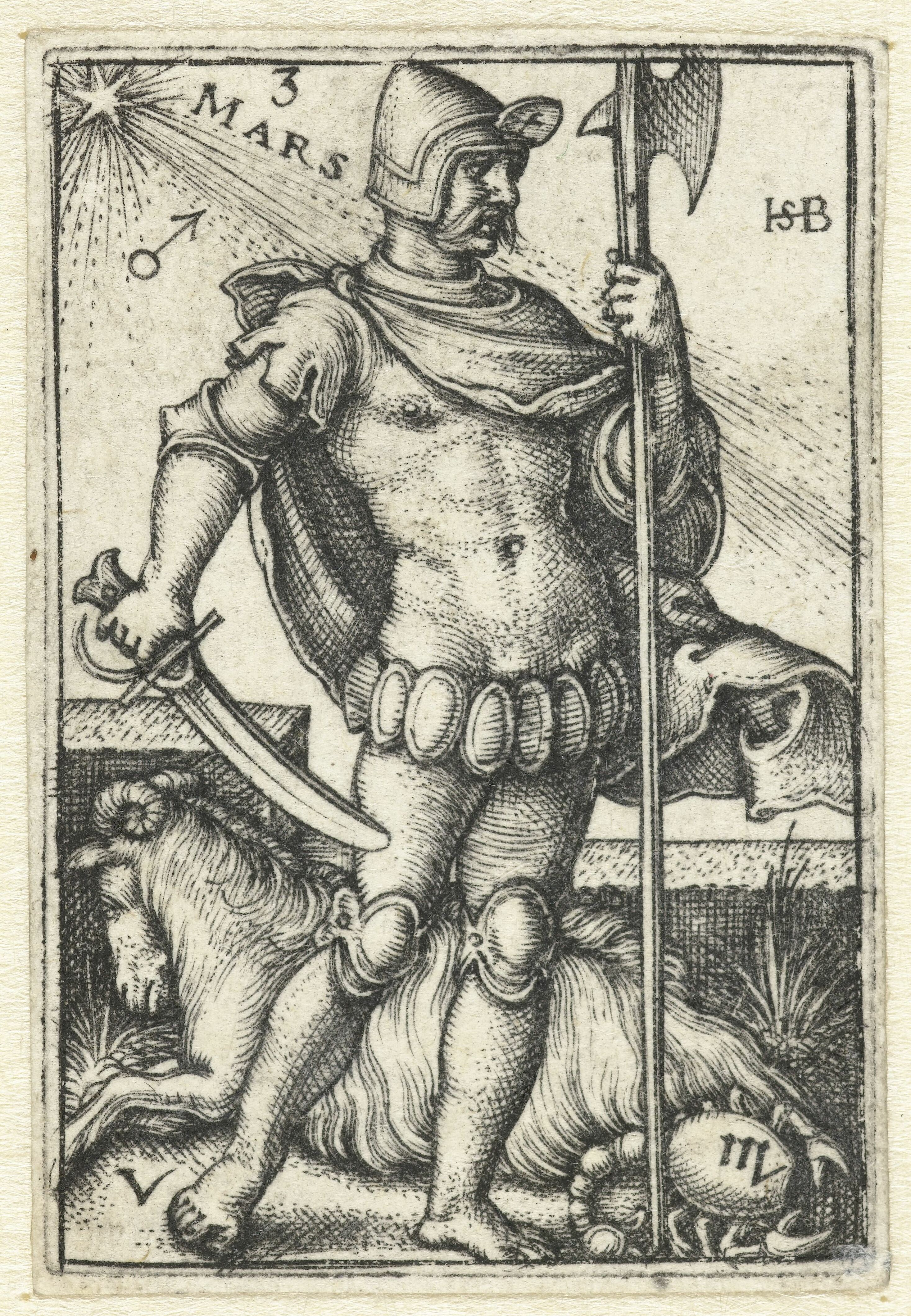
Mars auf einem Druck von Hans Sebald Beham (1539). Die Zahl 3 links oben entspricht der Position des Mars in der Chaldäischen Reihe.

Nach dem Tetrabiblos des Ptolemäus ist Mars:
- den Grundqualitäten nach sehr heiß und trocken und gilt daher neben Saturn  als der „Kleinere Übeltäter“.[2]
- Zeichenherrscher im Widder (Tagdomizil) und Skorpion (Nachtdomizil) und in den gegenüberliegenden Zeichen Waage (Tagexil) und Stier (Nachtexil) im Exil. In der modernen Astrologie wird oft Pluto anstelle des Mars als Nachtherrscher im Skorpion gesetzt.
- Häuserherrscher im 1. und 8. Haus.
- Mars ist auf 28° Steinbock exaltiert und auf 28° Krebs im Fall.
- Die melothesisch Mars entsprechenden Körperteile sind linkes Ohr, Nieren, Venen und Genitalien. Der entsprechende  Sinn ist das Gehör.[3]

Weiterhin ist Mars:
- Tagesherrscher am Dienstag (frz.: mardi).
- Jahresherrscher in Jahren, deren Jahreszahl bei Division durch 7 den Rest 0 ergibt, also zum Beispiel 2023.

Mars gilt als männlich. In der Chaldäischen Reihe steht Mars an 3. Stelle.
Das Metall des Mars ist das Eisen.

## Deutung

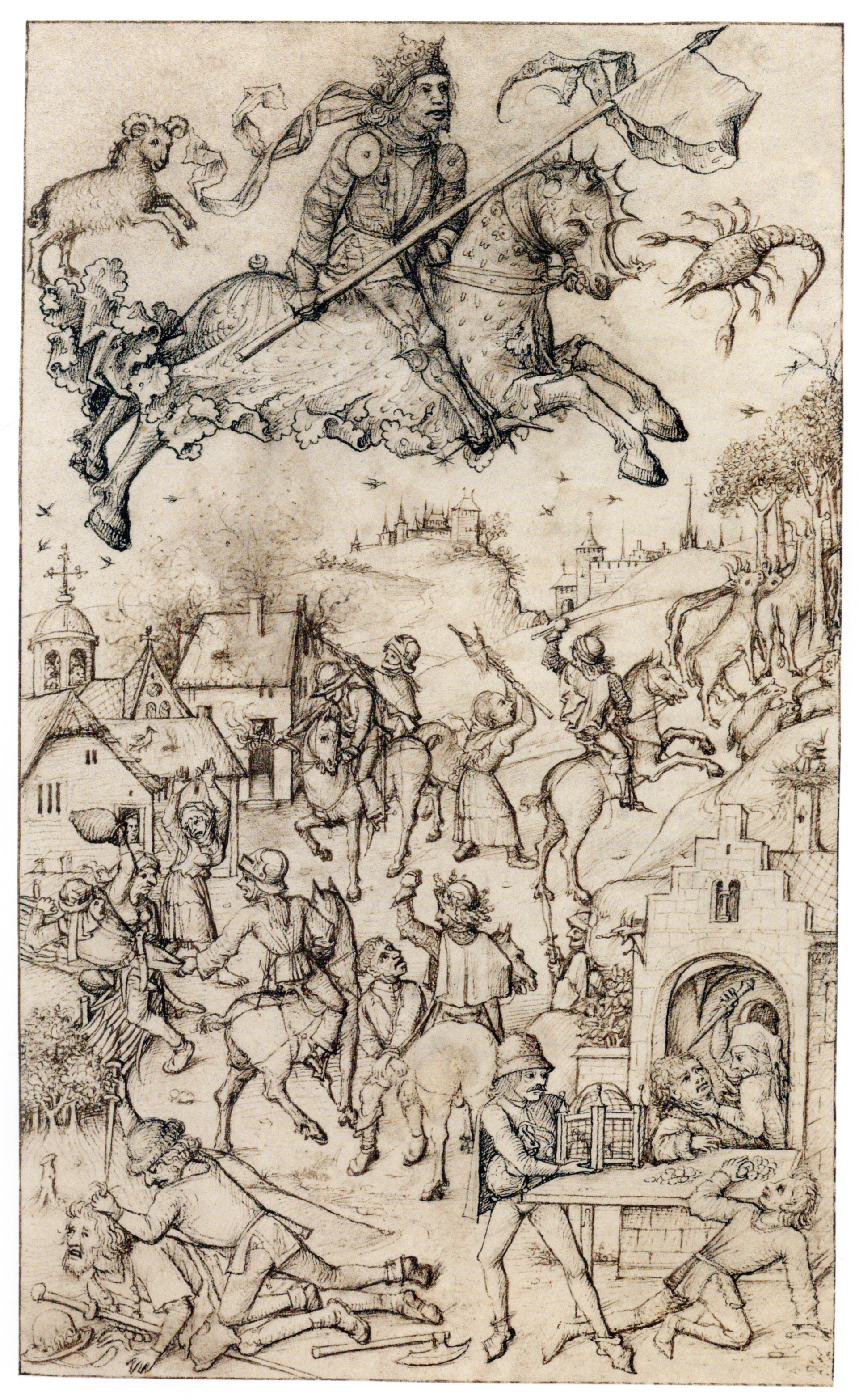
Planetenkinder des Mars (Mittelalterliches Hausbuch von Schloss Wolfegg, nach 1480)

William Lilly zufolge gilt für eine Person unter einem günstig gestellten Mars:

„In Kriegstaten und Mut unbesiegbar, verabscheuend, dass einer ihn überträfe, keiner Vernunft unterworfen, kühn, zuversichtlich, unerschütterlich, streitbar, alle Ehre für sich in Anspruch nehmend, tapfer, ein Freund des Krieges und der Dinge, die damit zusammenhängen, sich allen Gefahren aussetzend, unwillens, irgend jemandem zu gehorchen oder sich irgend einem zu unterwerfen, ein großer Verkünder seiner eigenen Taten, einer, der stets um den Sieg kämpft, und doch von klugem Verhalten in seinen eigenen Angelegenheiten.“

Bei einem ungünstig gestellten Mars ist es dagegen:

„[…] ein schamloser, unredlicher Schwätzer, ein Liebhaber von Streit und Gemetzel, von Mord, Diebstahl, ein Förderer von Aufruhr, Unruhe und Umtrieben; ein Wegelagerer, schwankend wie der Wind, ein Verräter, von unruhigem Temperament, ein Meineidiger, unverschämt, unbesonnen, unmenschlich, weder Gott fürchtend noch Menschen achtend, undankbar, rechthaberisch, tyrannisch, raffgierig, betrügerisch, zornig und gewalttätig.“

Die folgende Zusammenstellung von Stichworten zu verschiedenen Deutungsaspekten folgt Herbert von Klöckler. Dabei beziehen sich „stark“/„schwach“ und „harmonisch“/„disharmonisch“ auf die Stellung des Mars in den Zeichen bzw. seiner Aspektierung.:
| stark und harmonisch                                       | stark und disharmonisch          | schwach, evtl. disharmonisch     |
| Naturprinzip: kinetische Energie                           | Naturprinzip: kinetische Energie | Naturprinzip: kinetische Energie |
| ---------------------------------------------------------- | -------------------------------- | -------------------------------- |
| Stoßen, Treiben                                            | Zerstören                        | Schwäche                         |
| biologisch: männliche Sexualfunktion, Muskeltätigkeit      |                                  |                                  |
| Trieb                                                      | Triebhaftigkeit                  | Triebschwäche                    |
| Muskelkraft                                                | Muskelhypertrophie               | Muskelatrophie                   |
| guter Sauerstoffverbrauch                                  | zu schnelle Verbrennung          | zu langsame Verbrennung          |
| Wärme                                                      | Fieber                           | Untertemperatur                  |
| psychologisch: Begierde, Stoßkraft, Durchsetzungsfähigkeit |                                  |                                  |
| Energie                                                    | Kraftverschwendung               | Kraftmangel                      |
| Mut                                                        | Tollkühnheit                     | Furcht                           |
| Härte                                                      | Brutalität                       | Weichheit                        |
| Entschlusskraft                                            | Übereilung, Impulsivität         | Unentschlossenheit               |
| Kampfgeist                                                 | Aggressivität                    | Willensschwäche                  |
| Temperament: schizoid-cholerisch                           |                                  |                                  |